# Tour de France 2023/21. Etappe
Die 21. Etappe der Tour de France 2023 fand am 23. Juli 2023 statt und bildete den Abschluss der 110. Austragung. Die Strecke startete in Saint-Quentin-en-Yvelines und führte über 115,1 Kilometer nach Paris, wo die Etappe auf der Avenue des Champs Élysées zu Ende ging. Die letzten Kilometer wurden auf dem traditionellen Rundkurs ausgetragen. Nach der Zielankunft hatten die Fahrer die Gesamtdistanz von 3405,6 Kilometern absolviert.
Die letzte Etappe der Tour de France ist traditionell für die Klassementfahrer ein Schaulaufen. Die Strecke führt an den Sehenswürdigkeiten von Paris vorbei und dient den Fotografen als idealer Ort für Siegerfotos. Neben dem traditionellen Sieges-Champagner, darf auch die Kunstflugstaffel der Patrouille de France nicht fehlen, die die Flagge Frankreichs in den Himmel von Paris malt. Sobald der finale Rundkurs erreicht wird, nimmt das Rennen Fahrt auf und die Teams versuchen, ihren Sprintern eine letzte Möglichkeit auf einen Etappensieg zu geben.
Etappensieger wurde der Belgier Jordi Meeus (Bora-hansgrohe), der sich knapp im Zielsprint durchsetzte. Jonas Vingegaard verteidigte das Gelbe Trikot und stand somit als Gesamtsieger der 110. Austragung der Tour de France fest.

## Streckenführung
Der neutralisierte Start erfolgte in Saint-Quentin-en-Yvelines vor dem Vélodrome National, auf dem die olympischen Bahnrad-Bewerbe des Jahres 2024 ausgetragen werden sollen. Vom Paix Céleste führte die Strecke auf der D127 durch Bois-d’Arcy nach Fontenay-le-Fleury, wo das Rennen nach drei Kilometern auf der D11 freigegeben wurde.
Nach dem offiziellen Start führte die Strecke über Les Clayes-sous-Bois zum Chateau de Plaisir, ehe der Themenpark France miniature bei Élancourt erreicht wurde. Unweit der Abtei Port Royal des Champs ging es nach Voisins-le-Bretonneux, womit der Étang de Saint-Quentin ein Mal umrundet wurde. Nun drehte die Fahrtrichtung nach Nordosten und führte zum Schloss Versailles, das nach rund 35 Kilometern passiert wurde. Auf der D10 (Avenue de Paris) setzte das Peloton seine Fahrt gen Osten fort, ehe bei Chaville die einzige kategorisierte Steigung erfolgte. Diese führte über 1,3 Kilometer mit 6,5 % auf die Côte du Pavé des Gardes (180 m) und wurde auf der D181 ausgefahren. Nachdem die Kuppe des Anstiegs der 4. Kategorie bei Kilometer 42,8 überquert worden war, folgte eine kurze Abfahrt, die die Fahrer zum Ufer der Seine leitete. Am Südufer folgten die Fahrer dem Fluss stromaufwärts und passierten dabei die Île Saint-Germain. Kurz vor dem Parc André-Citroën bogen die Fahrer rechts ab und fuhren vorbei an der Messe Paris bis zum Place de la Porte de Châtillon, wo die Fahrtrichtung gen Norden drehte. Vorbei an den Katakomben von Paris, dem Palais du Luxembourg und dem Panthéon führte die Strecke zurück ans Ufer der Seine, die die Fahrer bei der Île de la Cité erreichten. Unweit der Kathedrale Notre-Dame de Paris und der Sainte-Chapelle querte die Strecke die Seine über die Pont Neuf, die vorbei am Place Dauphine führte. Am anderen Ufer angekommen, passierten die Fahrer die St-Germain-l’Auxerrois und gelangten in den Innenhof des Louvre, ehe sie auf der Rue de Rivoli den finalen Rundkurs nach 58,9 Kilometern erreichten.
Der traditionelle Rundkurs, der seit 2013 befahren wird, führte zunächst von der Place de la Concorde leicht ansteigend über das Kopfsteinpflaster der Avenue des Champs Élysées in Richtung Nordwesten zum Arc de Triomphe. Diesen umrundeten die Fahrer und kehrten auf der Gegengeraden wieder zur Place de la Concorde zurück. Dabei passierten sie das Théâtre du Rond-Point, das Grand Palais sowie das Petit Palais, die sich aus Fahrersicht auf der rechten Seite befand. An der Place de la Concorde vollführte die Strecke zunächst eine Rechtskurve, ehe es links auf den Quai des Tuileries ging. Hier folgten die Fahrer für rund 800 Meter dem Ufer der Seine und bogen anschließend links vor dem Louvre auf die Avenue du Général Lemonnier ein. Diese führte durch einen kurzen Tunnel, ehe nach 300 Metern erneut eine Linkskurve folgte, die auf die Rue de Rivoli führte. Kurz vor der Place de la Concorde erreichten die Fahrer die Flamme Rouge, die Markierung für den letzten Kilometer, auf die noch einmal eine Links-rechts-Kombination folgte, ehe die Fahrer auf die rund 700 Meter lange Zielgerade der Avenue des Champs Élysées gelangten. Der Rundkurs musste nach der ersten Durchfahrung der Zielpassage achtmal absolviert werden. Wenige Meter nach der dritten Zieldurchfahrt wurde zudem bei Kilometer 75,1 ein Zwischensprint ausgefahren.
|                            | Ort                               | Kilometer | Länge (km) | Höhe (m) | Ø Steigung |
| -------------------------- | --------------------------------- | --------- | ---------- | -------- | ---------- |
| neutralisierter Start      | Saint-Quentin-en-Yvelines         | -3        |            |          |            |
| offizieller Start          | Fontenay-le-Fleury (D11)          | 0         |            |          |            |
| Bergwertung (4. Kategorie) | Côte du Pavé des Gardes           | 42,8      | 1,3        | 180      | 6,5 %      |
| Einfahrt Rundkurs          | Paris (Rue de Rivoli)             | 58,9      |            |          |            |
| Zwischensprint             | Paris (Avenue des Champs Élysées) | 75,1      |            |          |            |
| Ziel                       | Paris (Avenue des Champs Élysées) | 115,1     |            |          |            |

## Rennverlauf
Nach dem offiziellen Start setzte sich Victor Campenaerts (Lotto Dstny) kurzzeitig vom Fahrerfeld ab. Der Belgier war zum kämpferischsten Fahrer der 110. Austragung gewählt worden und ließ sich nach einer seiner kurzen Flucht wieder vom Hauptfeld einholen, in dem die Fahrer für die Fotografen posierten. Giulio Ciccone (Lidl-Trek) führte das Fahrerfeld über die Côte du Pavé des Gardes, ehe das Team Jumbo-Visma auf den abschließenden Rundkurs führte.
Sobald die erste Zieldurchfahrt erfolgt war, kam es zu den ersten Angriffen im Feld. Rund 50 Kilometer vor dem Ziel setzte sich mit Tadej Pogačar (UAE Team Emirates) der Gesamtzweite der Rundfahrt gemeinsam mit Nathan Van Hooydonck (Jumbo-Visma) vom Hauptfeld ab. Die beiden fuhren einen Vorsprung von wenigen Sekunden heraus, ehe mit Mattias Skjelmose Jensen (Lidl-Trek), Harold Tejada (Astana Qazaqstan), Michał Kwiatkowski (Ineos Grenadiers), Nils Politt (Bora-hansgrohe), Alberto Bettiol (EF Education-EasyPost) und Alexander Edmondson (DSM-Firmenich) sechs weitere Fahrer zur Spitze des Rennens aufschlossen. Aufgrund von zahlreichen weiteren Angriffen im Peloton wurde die Gruppe jedoch 34 Kilometer vor dem Ziel wieder eingeholt. Im Anschluss formierte sich mit Nélson Oliveira (Movistar), Simon Clarke (Israel-Premier Tech) und Frederik Frison (Lotto Dstny) ein neues Spitzentrio, das jedoch rund 10 Kilometer vor dem Ziel ebenfalls gestellt wurde. Im Finale folgten weitere Attacken, wobei sich kein Fahrer längerfristig vom Peloton lösen konnte. Jai Hindley (Bora-hansgrohe) fiel kurzzeitig aufgrund eines technischen Defekts zurück, konnte jedoch noch vor der letzten Runde wieder zum Hauptfeld aufschließen. Im Sprint setzte sich Jordi Meeus (Bora-hansgrohe) knapp vor Jasper Philipsen (Alpecin-Deceuninck) durch. Auf den weiteren Plätzen folgten Dylan Groenewegen (Jayco AlUla) und Mads Pedersen (Lidl-Trek). Jonas Vingegaard (Jumbo-Visma) erreichte das Ziel gemeinsam mit seinen Mannschaftskollegen als 113. und sicherte sich seinen zweiten Gesamtsieg bei der Tour de France. Wegen aufkommenden Regens entschied die Jury, dass die Zeiten nach der vorletzten Runde in die Gesamtwertung eingehen und keine Bonifikationen vergeben werden. Zu diesem Zeitpunkt befanden sich nur vier Fahrer außerhalb des Hauptfeldes mit Rückständen bis zu einer Minute. Somit verblieb es bei dem Abstand zwischen Pogacar und Vingegaard von über sieben Minuten, obwohl der Däne die Ziellinie mehr als zwei Minuten nach dem Slowenen überquerte.
Schlussendlich betrug der Vorsprung von Jonas Vingegaard in der Gesamtwertung sieben Minuten und 29 Sekunden auf Tadej Pogačar, der die Nachwuchswertung gewann. Adam Yates (UAE Team Emirates) belegte den dritten Gesamtrang mit einem Rückstand von zehn Minuten und 56 Sekunden. Jasper Philipsen gewann die Punktewertung mit 377 Punkten und wies einen Vorsprung von mehr als 100 Punkten auf seinen ersten Verfolger in der Sonderwertung auf. Giulio Ciccone sicherte sich die Bergwertung mit 106 Punkten. In der Mannschaftswertung setzte sich das Team Jumbo-Visma um den Gesamtsieger Jonas Vingegaard durch. Alle 150 Starter der 21. Etappe erreichten das Ziel.

## Ergebnis
| \| Etappenergebnis \| Etappenergebnis \| Etappenergebnis \| Etappenergebnis \| Etappenergebnis \| \| Fahrer \| Fahrer \| Land \| Team \| Zeit \| \| --------------- \| ----------------- \| --------------- \| ------------------------ \| --------------- \| \| 1. \| Jordi Meeus \| Belgien \| Bora-Hansgrohe \| 2 h 56 min 13 s \| \| 2. \| Jasper Philipsen \| Belgien \| Alpecin-Deceuninck \| + 0 s \| \| 3. \| Dylan Groenewegen \| Niederlande \| Team Jayco AlUla \| + 0 s \| \| 4. \| Mads Pedersen \| Dänemark \| Lidl-Trek \| + 0 s \| \| 5. \| Cees Bol \| Niederlande \| Astana Qazaqstan Team \| + 0 s \| \| 6. \| Biniam Girmay \| Eritrea \| Intermarché-Circus-Wanty \| + 0 s \| \| 7. \| Bryan Coquard \| Frankreich \| Cofidis \| + 0 s \| \| 8. \| Søren Wærenskjold \| Norwegen \| Uno-X Pro Cycling Team \| + 0 s \| \| 9. \| Corbin Strong \| Neuseeland \| Israel-Premier Tech \| + 0 s \| \| 10. \| Luca Mozzato \| Italien \| Arkéa-Samsic \| + 0 s \| |                   |             |                          |                 |
| |                   |             |                          |                 |
| Quelle: ProCyclingStats |                   |             |                          |                 |
| Etappenergebnis |                   |             |                          |                 |
| Fahrer | Fahrer            | Land        | Team                     | Zeit            |
| 1. | Jordi Meeus       | Belgien     | Bora-Hansgrohe           | 2 h 56 min 13 s |
| 2. | Jasper Philipsen  | Belgien     | Alpecin-Deceuninck       | + 0 s           |
| 3. | Dylan Groenewegen | Niederlande | Team Jayco AlUla         | + 0 s           |
| 4. | Mads Pedersen     | Dänemark    | Lidl-Trek                | + 0 s           |
| 5. | Cees Bol          | Niederlande | Astana Qazaqstan Team    | + 0 s           |
| 6. | Biniam Girmay     | Eritrea     | Intermarché-Circus-Wanty | + 0 s           |
| 7. | Bryan Coquard     | Frankreich  | Cofidis                  | + 0 s           |
| 8. | Søren Wærenskjold | Norwegen    | Uno-X Pro Cycling Team   | + 0 s           |
| 9. | Corbin Strong     | Neuseeland  | Israel-Premier Tech      | + 0 s           |
| 10. | Luca Mozzato      | Italien     | Arkéa-Samsic             | + 0 s           |

## Gesamtstände
| \| Gesamtwertung \| Gesamtwertung \| Gesamtwertung \| Gesamtwertung \| Gesamtwertung \| \| Fahrer \| Fahrer \| Land \| Team \| Zeit \| \| ------------- \| ---------------- \| ---------------------- \| ------------------ \| ---------------- \| \| 1. \| Jonas Vingegaard \| Dänemark \| Jumbo-Visma \| 82 h 05 min 42 s \| \| 2. \| Tadej Pogačar \| Slowenien \| UAE Team Emirates \| + 7 min 29 s \| \| 3. \| Adam Yates \| Vereinigtes Königreich \| UAE Team Emirates \| + 10 min 56 s \| \| 4. \| Simon Yates \| Vereinigtes Königreich \| Team Jayco AlUla \| + 12 min 23 s \| \| 5. \| Carlos Rodríguez \| Spanien \| Ineos Grenadiers \| + 13 min 17 s \| \| 6. \| Pello Bilbao \| Spanien \| Bahrain Victorious \| + 13 min 27 s \| \| 7. \| Jai Hindley \| Australien \| Bora-Hansgrohe \| + 14 min 44 s \| \| 8. \| Felix Gall \| Österreich \| AG2R Citroën Team \| + 16 min 09 s \| \| 9. \| David Gaudu \| Frankreich \| Groupama-FDJ \| + 23 min 08 s \| \| 10. \| Guillaume Martin \| Frankreich \| Cofidis \| + 26 min 30 s \| |                  |                        |                    |                  |
| |                  |                        |                    |                  |
| Quelle: ProCyclingStats |                  |                        |                    |                  |
| Gesamtwertung |                  |                        |                    |                  |
| Fahrer | Fahrer           | Land                   | Team               | Zeit             |
| 1. | Jonas Vingegaard | Dänemark               | Jumbo-Visma        | 82 h 05 min 42 s |
| 2. | Tadej Pogačar    | Slowenien              | UAE Team Emirates  | + 7 min 29 s     |
| 3. | Adam Yates       | Vereinigtes Königreich | UAE Team Emirates  | + 10 min 56 s    |
| 4. | Simon Yates      | Vereinigtes Königreich | Team Jayco AlUla   | + 12 min 23 s    |
| 5. | Carlos Rodríguez | Spanien                | Ineos Grenadiers   | + 13 min 17 s    |
| 6. | Pello Bilbao     | Spanien                | Bahrain Victorious | + 13 min 27 s    |
| 7. | Jai Hindley      | Australien             | Bora-Hansgrohe     | + 14 min 44 s    |
| 8. | Felix Gall       | Österreich             | AG2R Citroën Team  | + 16 min 09 s    |
| 9. | David Gaudu      | Frankreich             | Groupama-FDJ       | + 23 min 08 s    |
| 10. | Guillaume Martin | Frankreich             | Cofidis            | + 26 min 30 s    |

| Punktewertung | Punktewertung    | Punktewertung          | Punktewertung      | Punktewertung |
| Fahrer        | Fahrer           | Land                   | Team               | Punkte        |
| ------------- | ---------------- | ---------------------- | ------------------ | ------------- |
| 1.            | Jasper Philipsen | Belgien                | Alpecin-Deceuninck | 377 P.        |
| 2.            | Mads Pedersen    | Dänemark               | Lidl-Trek          | 258 P.        |
| 3.            | Bryan Coquard    | Frankreich             | Cofidis            | 203 P.        |
| 4.            | Tadej Pogačar    | Slowenien              | UAE Team Emirates  | 186 P.        |
| 5.            | Jonas Vingegaard | Dänemark               | Jumbo-Visma        | 128 P.        |
| 6.            | Kasper Asgreen   | Dänemark               | Soudal Quick-Step  | 125 P.        |
| 7.            | Jordi Meeus      | Belgien                | Bora-Hansgrohe     | 123 P.        |
| 8.            | Matej Mohorič    | Slowenien              | Bahrain Victorious | 106 P.        |
| 9.            | Pello Bilbao     | Spanien                | Bahrain Victorious | 103 P.        |
| 10.           | Simon Yates      | Vereinigtes Königreich | Team Jayco AlUla   | 95 P.         |

| Bergwertung | Bergwertung                | Bergwertung            | Bergwertung            | Bergwertung |
| Fahrer      | Fahrer                     | Land                   | Team                   | Punkte      |
| ----------- | -------------------------- | ---------------------- | ---------------------- | ----------- |
| 1.          | Giulio Ciccone             | Italien                | Lidl-Trek              | 106 P.      |
| 2.          | Felix Gall                 | Österreich             | AG2R Citroën Team      | 92 P.       |
| 3.          | Jonas Vingegaard           | Dänemark               | Jumbo-Visma            | 89 P.       |
| 4.          | Neilson Powless            | Vereinigte Staaten     | EF Education-EasyPost  | 58 P.       |
| 5.          | Tadej Pogačar              | Slowenien              | UAE Team Emirates      | 55 P.       |
| 6.          | Simon Yates                | Vereinigtes Königreich | Team Jayco AlUla       | 44 P.       |
| 7.          | Tobias Halland Johannessen | Norwegen               | Uno-X Pro Cycling Team | 38 P.       |
| 8.          | Jai Hindley                | Australien             | Bora-Hansgrohe         | 31 P.       |
| 9.          | Michał Kwiatkowski         | Polen                  | Ineos Grenadiers       | 30 P.       |
| 10.         | Mattias Skjelmose          | Dänemark               | Lidl-Trek              | 29 P.       |

| Nachwuchswertung | Nachwuchswertung           | Nachwuchswertung       | Nachwuchswertung       | Nachwuchswertung  |
| Fahrer           | Fahrer                     | Land                   | Team                   | Zeit              |
| ---------------- | -------------------------- | ---------------------- | ---------------------- | ----------------- |
| 1.               | Tadej Pogačar              | Slowenien              | UAE Team Emirates      | 82 h 13 min 11 s  |
| 2.               | Carlos Rodríguez           | Spanien                | Ineos Grenadiers       | + 5 min 48 s      |
| 3.               | Felix Gall                 | Österreich             | AG2R Citroën Team      | + 8 min 40 s      |
| 4.               | Thomas Pidcock             | Vereinigtes Königreich | Ineos Grenadiers       | + 40 min 23 s     |
| 5.               | Mattias Skjelmose          | Dänemark               | Lidl-Trek              | + 2 h 07 min 58 s |
| 6.               | Tobias Halland Johannessen | Norwegen               | Uno-X Pro Cycling Team | + 2 h 08 min 04 s |
| 7.               | Mathieu Burgaudeau         | Frankreich             | TotalEnergies          | + 2 h 13 min 44 s |
| 8.               | Clément Champoussin        | Frankreich             | Arkéa-Samsic           | + 2 h 50 min 38 s |
| 9.               | Matthew Dinham             | Australien             | Team DSM-Firmenich     | + 3 h 06 min 03 s |
| 10.              | Maxim Van Gils             | Belgien                | Lotto Dstny            | + 3 h 10 min 20 s |

| Mannschaftswertung | Mannschaftswertung  | Mannschaftswertung           | Mannschaftswertung |
| Team               | Team                | Land                         | Zeit               |
| ------------------ | ------------------- | ---------------------------- | ------------------ |
| 1.                 | Jumbo-Visma         | Niederlande                  | 247 h 19 min 41 s  |
| 2.                 | UAE Team Emirates   | Vereinigte Arabische Emirate | + 13 min 49 s      |
| 3.                 | Bahrain Victorious  | Bahrain                      | + 27 min 38 s      |
| 4.                 | Ineos Grenadiers    | Vereinigtes Königreich       | + 28 min 37 s      |
| 5.                 | Groupama-FDJ        | Frankreich                   | + 57 min 20 s      |
| 6.                 | AG2R Citroën Team   | Frankreich                   | + 1 h 51 min 00 s  |
| 7.                 | Bora-Hansgrohe      | Deutschland                  | + 2 h 05 min 08 s  |
| 8.                 | Team Jayco AlUla    | Australien                   | + 3 h 21 min 33 s  |
| 9.                 | Israel-Premier Tech | Israel                       | + 4 h 33 min 49 s  |
| 10.                | Movistar Team       | Spanien                      | + 4 h 37 min 33 s  |